# Copelatus wewalkai
Copelatus wewalkai är en skalbaggsart som beskrevs av Kield Áxel Holmen och Vazirani 1990. Copelatus wewalkai ingår i släktet Copelatus och familjen dykare. Inga underarter finns listade i Catalogue of Life.